# Cadillac Cimarron

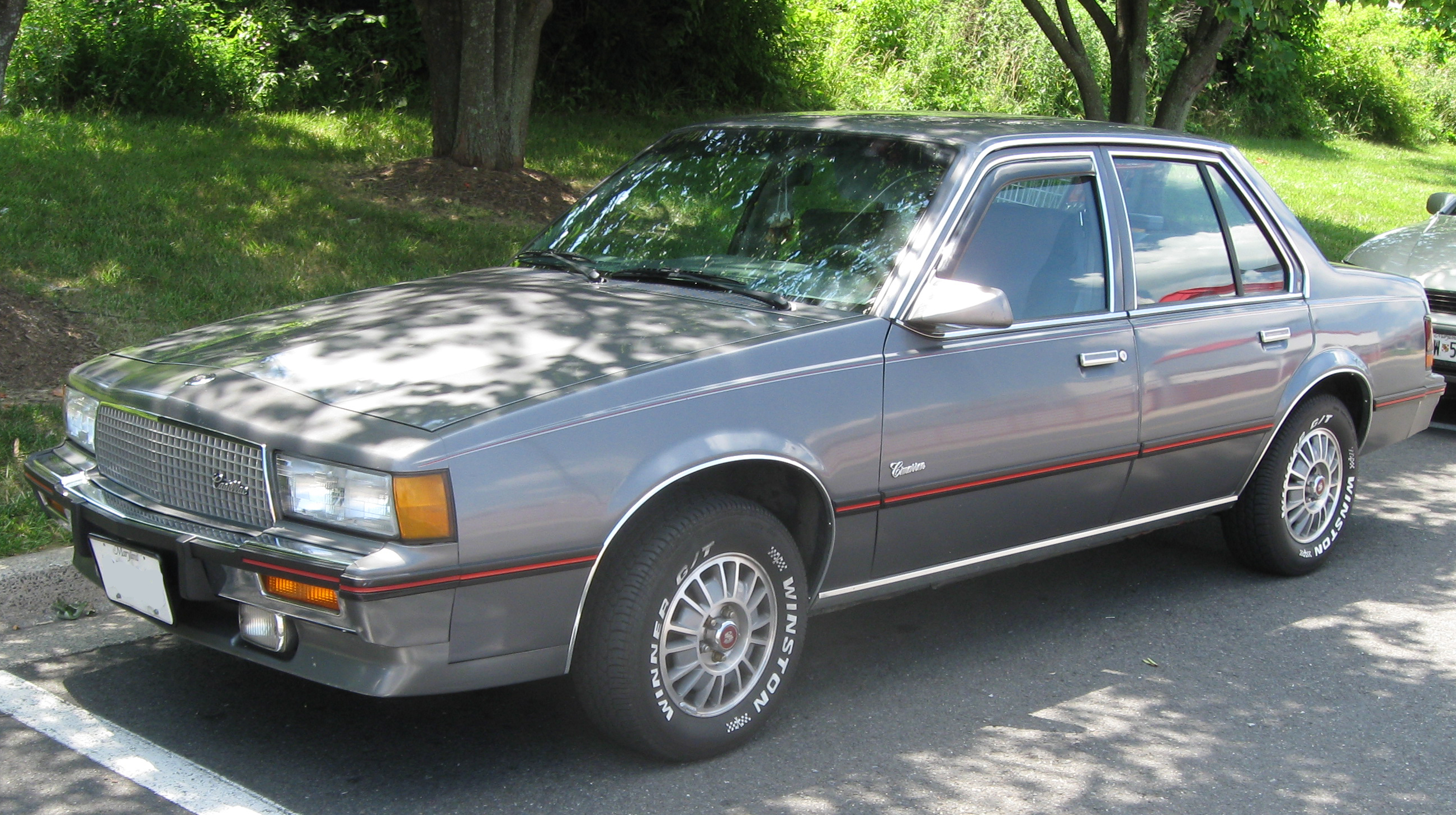
Cadillac Cimarron (1986–1988)

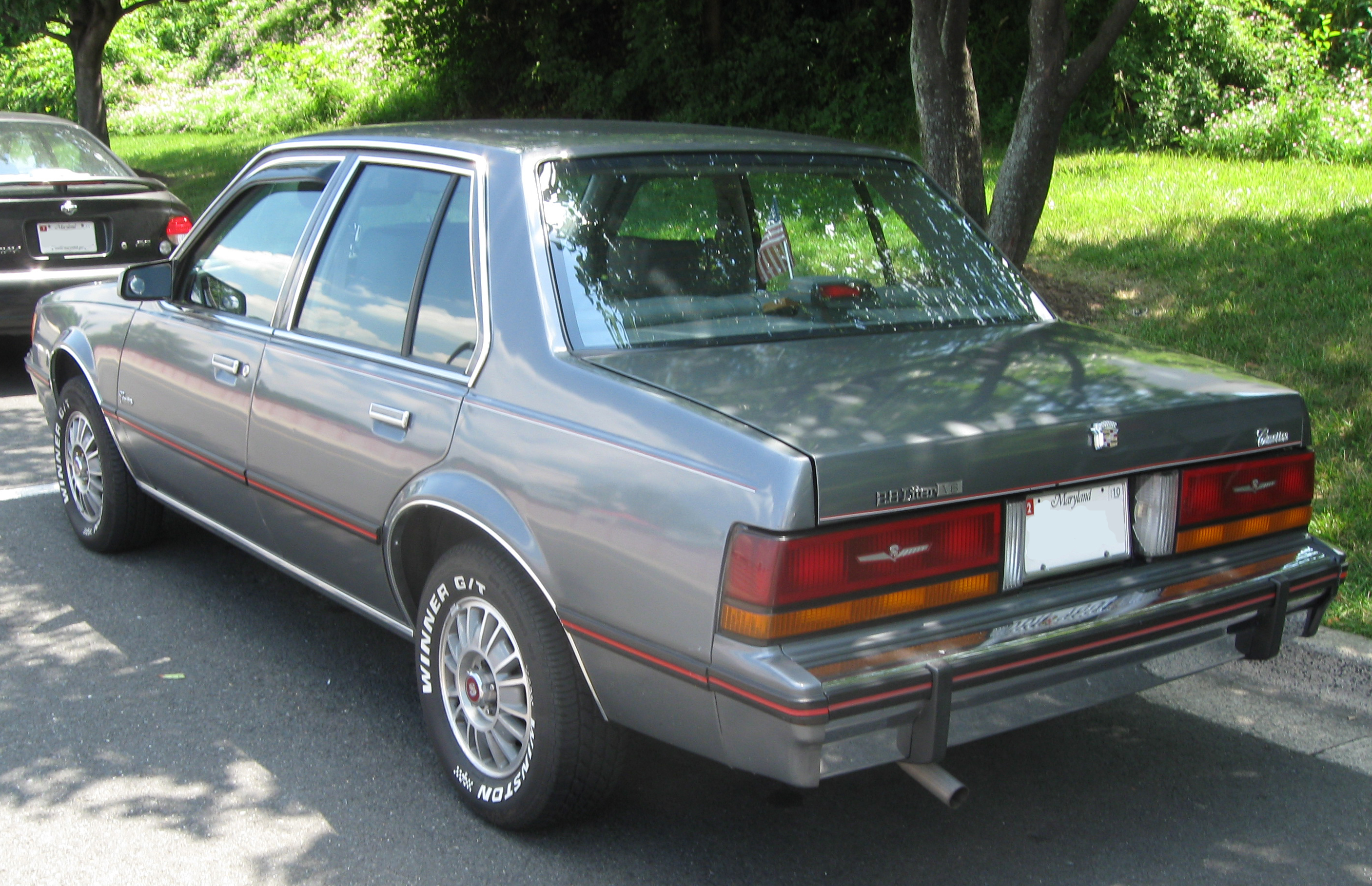
Heckansicht

Der Cadillac Cimarron ist ein von Anfang 1982 bis Sommer 1988 produziertes Fahrzeug des amerikanischen Automobilherstellers Cadillac. Der Cimarron war Teil von General Motors J-Car-Familie, zu der in Deutschland der Opel Ascona C gehörte, und basierte auf dem Chevrolet Cavalier. Er war ein Produkt der Malaise Era und beschädigte jedenfalls vorübergehend den Ruf der Marke Cadillac.

## Modellgeschichte
Anfang der 1980er Jahre verlor Cadillac massiv Kunden an Marken, die kleinere Premiumfahrzeuge anboten, insbesondere BMW und Mercedes. Aufgrund der kurzen Zeit bis zur avisierten Markteinführung wurde ausschließlich die Karosserieform des Chevrolet Cavalier, auf dem der Cimarron basierte, modifiziert, maßgeblich an der Front. Der ebenfalls vom Cavalier stammende 1,8-Liter mit 65 kW (89 PS) sorgte, in Verbindung mit der langen Achsübersetzung (3,65:1), für nur mäßige Fahrleistungen, insbesondere in Kombination mit der Dreistufenautomatik, die auf Wunsch das Viergang-Schaltgetriebe ersetzte. Der Cimarron war der erste Cadillac mit Vierzylindermotor seit 1914 und der erste mit serienmäßigem Schaltgetriebe seit 1953. Der Grundpreis lag anfangs bei 12.181 US-Dollar (und entsprach damit etwa dem eines Cavalier mit entsprechender Ausstattung). Serienmäßig waren unter anderem eine Klimaanlage, Aluminiumräder mit Breitreifen, Ledersitze mit Lordosenstütze, ein Stereoradio und weitere Extras. Die Presse war geteilter Meinung zum Cimarron. Sie lobte zwar, dass Cadillac gewohnte Bahnen verlasse, nahm aber am Preis und vor allem den schwachen Fahrleistungen Anstoß.
Folgende Änderungen wurden in der Produktionszeit durchgeführt:
- 1983: An die Stelle des 1,8-Liters samt Vierganggetriebe treten ein Zweiliter-Vierzylinder (65 kW/89 PS) mit Einspritzanlage und einem Fünfganggetriebe, um die Fahrleistungen zu verbessern; eine Maßnahme, die nur geringfügig erfolgreich ist. Als Sondermodell wird der Cimarron d’Oro mit schwarzer Lackierung und goldfarbenen Akzenten angeboten.

- 1984: Leicht geänderter Kühlergrill, Der Cimarron d’Oro ist weiterhin im Programm.

- 1985: Gegen Aufpreis gibt es ab Anfang 1985 den 2,8-Liter-V6 von Chevrolet mit 93 kW (127 PS) auch im Cimarron, der Zweiliter bleibt aber im Angebot. Zugleich wird die Frontpartie überarbeitet.

- 1986: Neue Heckpartie mit seitlich herumgezogenen Leuchten, auf Wunsch Bilstein-Sportfahrwerk (Serie beim V6) und digitale Instrumente. Der Cimarron d’Oro bekommt breite Rechteckscheinwerfer, das Basismodell wird weiterhin mit den kleinen rechteckigen Doppelscheinwerfern angeboten.

- 1987: Der serienmäßige Vierzylinder wird zugunsten des V6 mit Fünfganggetriebe aus dem Programm genommen, ebenso entfallen die Rechteck-Breitbandscheinwerfer. Der Cimarron d’Oro wird nicht mehr angeboten.

- 1988: Es werden einige Detailänderungen technischer Art vorgenommen. Die Produktion läuft mit dem Ende des Modelljahres aus.

## Technische Daten

### 1.8
- Hubraum: 1835 ccm
- Zylinder: 4 (Reihe)
- Bohrung × Hub: 88,90 × 73,90 mm
- Bauart: 8 Ventile
- Turbine: freisaugender Motor
- Verdichtung: 9,00
- Leistung: 89 PS / 88 hp / 65 kW bei 5100/min
- Drehmoment: 135,0 Nm bei 5100/min
- Antriebsart: Frontantrieb
- Getriebe: 4-Gang-Manuell / 3-Gang-Automatik

### 2.0
- Hubraum: 1986 ccm
- Zylinder: 4 (Reihe)
- Bohrung × Hub: 88,90 × 80,00 mm
- Bauart: 8 Ventile
- Turbine: freisaugender Motor
- Verdichtung: 9,30
- Leistung: 89 PS / 88 hp / 65 kW bei 4800/min
- Drehmoment: 149,0 Nm bei 4800/min
- Antriebsart: Frontantrieb
- Getriebe: 5-Gang-Manuell / 3-Gang-Automatik

### 2.8
- Hubraum: 2829 ccm
- Zylinder: V6
- Bohrung × Hub: 88,90 × 75,95 mm
- Bauart: 12 Ventile
- Turbine: freisaugender Motor
- Verdichtung: 8,90
- Leistung: 127 PS / 125 hp / 93 kW bei 4800/min
- Drehmoment: 210,0 Nm bei 4800/min
- Antriebsart: Frontantrieb
- Getriebe: 4-Gang-Manuell / 3-Gang-Automatik

## Produzierte Fahrzeuge
1982: 25.968
1983: 19.194
1984: 21.898
1985: 19.890
1986: 24.534
1987: 14.561
1988: 6.454
Insgesamt wurden 132.499 Exemplare hergestellt.